# آلة الحب المقدس والمدنس
آلة الحب المقدس والمدنس (بالإنجليزية: The Sacred and Profane Love Machine)‏ هي رواية للكاتبة البريطانية آيريس مردوك، نشرت عام 1974، لأول مرة عن دار نشر تشاتو آند ويندوس.